# Josef Wiesehöfer
Josef Wiesehöfer (sinh ngày 5 tháng 4 năm 1951 tại Wickede, Bắc Rhine-Westphalia) là một học giả cổ điển người Đức, hiện ông làm Giáo sư lịch sử cổ đại tại Khoa Cổ điển (Institut für Klassische Altertumskunde) của Trường Đại học Kiel. Ông là nhà chuyên môn danh tiếng về nước Ba Tư trước thời Hồi giáo và những hình thức tương tác giữa nền văn hóa Hy Lạp - La Mã và nền văn minh Cận Đông cổ đại. Tác phẩm nổi tiếng nhất của ông là Ancient Persia, 550 BC to 650 AD (Luân Đôn - New York 2001). Là một tác phảm toàn diện về nền văn hóa, chính trị và xã hội của Đế quốc Ba Tư cổ đại, cuốn sách này được đánh giá rất cao. Ông đã phá vỡ lối viết thường thấy của phương Tây - vốn lệ thuộc nặng nề vào những tư liệu không chính xác, và có khi còn không khách quan - của người Hy Lạp và La Mã cổ. Trong cuốn sách này, ông dựa dẫm chủ yếu vào những nguồn tài liệu chính từ Ba Tư, thể hiện bàn cãi lịch sử về Đế quốc Ba Tư qua góc nhìn của người Cận Đông. Ông có viết về bốn vị Hoàng đế nổi tiếng Cyrus Đại Đế, Darius I và Xerxes I trong bốn chương đầu tác phẩm này, và ngờ vực Herodotos cùng với các nhà sử học người Hy Lạp khác.